# 北小谷駅

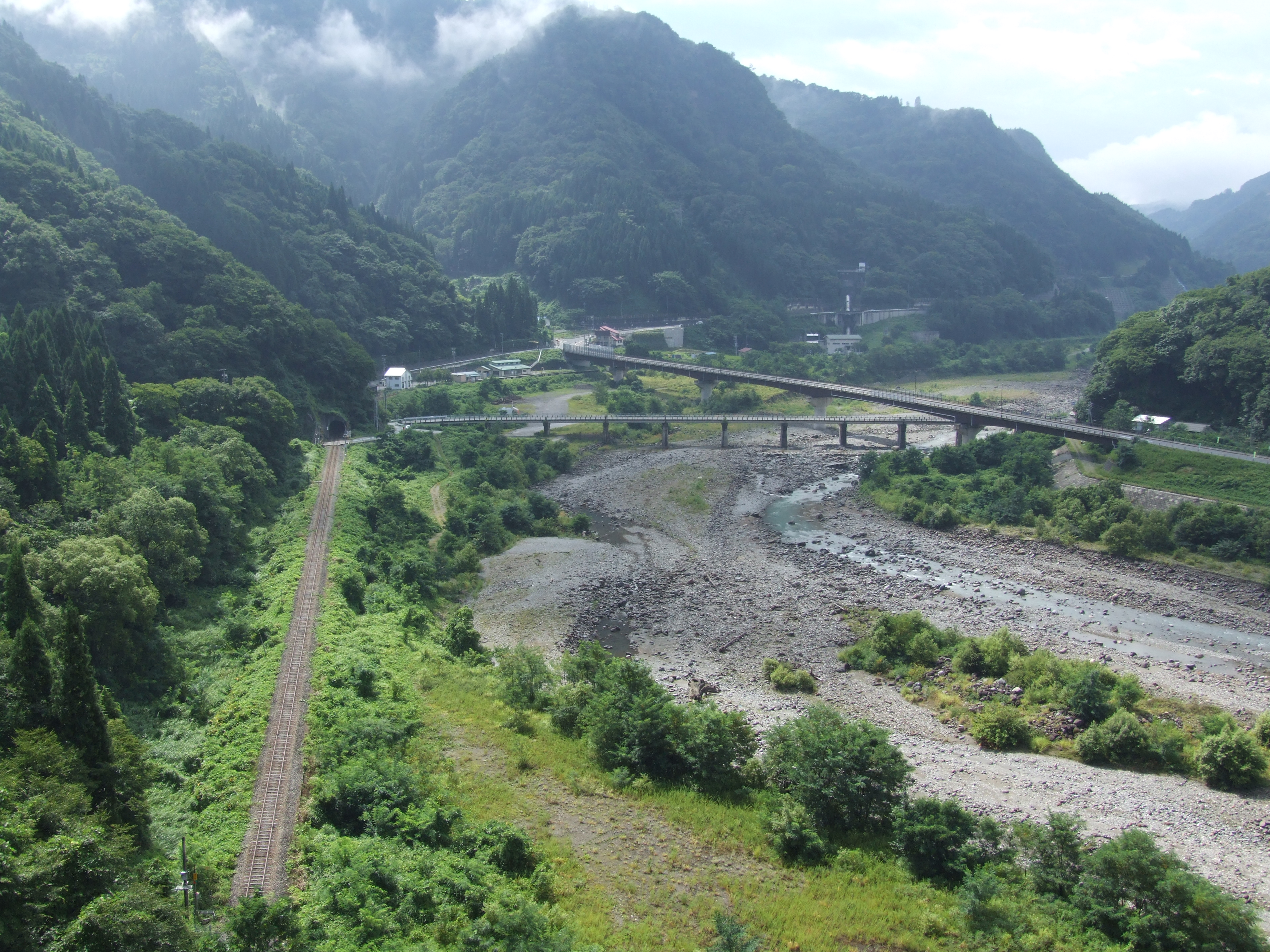
北小谷駅を俯瞰する

北小谷駅（きたおたりえき）は、長野県北安曇郡小谷村大字北小谷字向平にある、西日本旅客鉄道（JR西日本）大糸線の駅である。

## 歴史
大糸線では長野県最北の駅で、国鉄時代はここまでが長野鉄道管理局の管内だった。

### 年表
- 1957年（昭和32年）8月15日：国鉄大糸線の中土駅 - 小滝駅間が開通し、開業[2]。旅客・貨物の取扱を開始。
- 1971年（昭和46年）
  - 1月30日：12月1日から翌年5月31日までは貨物および荷物の扱いを取り止め[4]、その期間は駅員無配置駅となる[5]。
  - 2月1日：簡易委託開始[6]。
- 1973年（昭和48年）12月15日：貨物および荷物の取扱を通年で廃止[7]。通年で駅員無配置駅となる[8]。
- 1987年（昭和62年）4月1日：国鉄分割民営化により、西日本旅客鉄道（JR西日本）の駅となる[9]。
- 1995年（平成7年）7月12日：集中豪雨（7.11水害）により、駅構内が土石流の流入により埋没[10]。2年4か月間にわたり復旧作業が行われた[10]。
- 2014年（平成26年）
  - 11月22日：長野県神城断層地震により信濃大町駅 - 糸魚川駅間を23日まで運休[11]。
  - 11月26日：南小谷駅 - 平岩駅間復旧により営業再開[12]。

駅名について
開業当時、北小谷村に所在したことに由来する。

## 駅構造

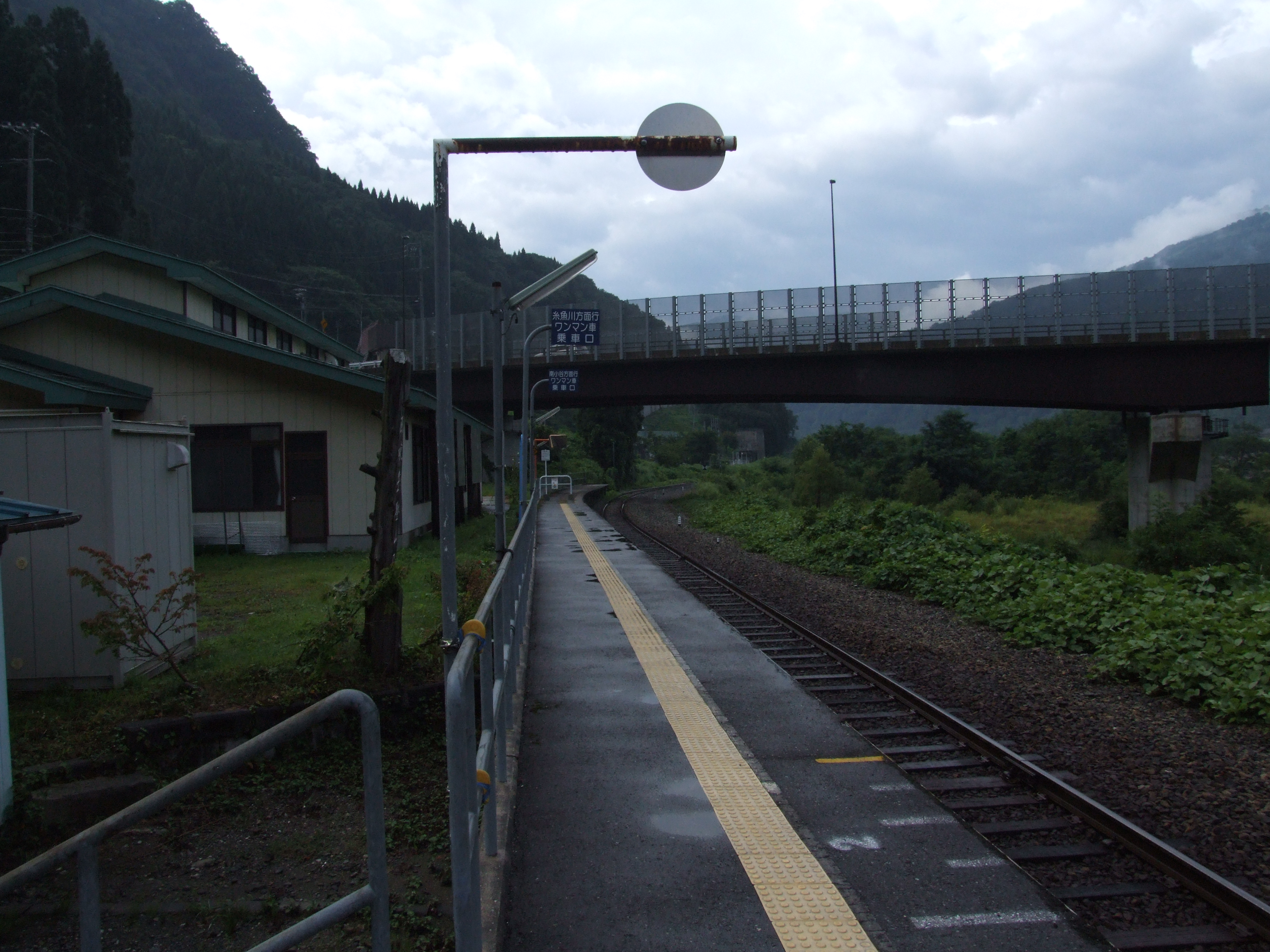
構内（2009年5月）

糸魚川方面に向かって右側に単式1面1線ホームを持つ地上駅（停留所）。北陸広域鉄道部管理の無人駅となっている。駅舎は糸魚川寄りに設置されているが、自動券売機は置かれていない。
元々列車交換設備のない停留所であったが、「シュプール号」が運行されていた当時は交換設備が設置されていた。

## 利用状況
「長野県統計書」によると、1日平均の乗車人員は以下の通りである。
- 2007年度 - 6人[1]
- 2009年度 - 6人[1]
- 2010年度 - 2人[14]
- 2011年度 - 3人[要出典]
- 2012年度 - 4人[要出典]
- 2013年度 - 3人[15]
- 2014年度 - 1人[16]
- 2015年度 - 1人[17]
- 2016年度 - 1人[18]
- 2017年度 - 3人[19]
- 2018年度 - 2人[20]
- 2019年度 - 1人
- 2020年度 - 2人

## 駅周辺
下寺の集落が、駅に隣接する国道を糸魚川方面に進み、姫川に掛かる橋を渡った1km程度先にある。
風吹大池を経由しての白馬岳登山の下車駅である。
- 来馬温泉[1]
- 島温泉[1]
- 深山の湯[1]
- 道の駅小谷[1]
- 中部電力 姫川第三発電所
- 国道148号
- 小谷村営バス「北小谷駅」停留所

## 隣の駅
西日本旅客鉄道（JR西日本）
■大糸線
中土駅 - 北小谷駅 - 平岩駅